# Aeródromo Freirina
El Aeródromo Freirina, (OACI: SCFF) es un pequeño terminal aéreo privado ubicado 2,5 km al sureste de la localidad de Freirina, Chile, capacitado para el aterrizaje de jets privados, capaz de manejar todos los servicios de vuelos chárter con destino u origen este aeropuerto. No tiene servicios programados, tiene una elevación de 225 m (738 pies) m s. n. m., una longitud de pista de 732 m (2400 pies) y ancho 20 m (66 pies).